# Dänische Beachhandball-Nationalmannschaft der Frauen
Die dänische Beachhandball-Nationalmannschaft der Frauen repräsentiert den Dansk Håndbold Forbund als Auswahlmannschaft auf internationaler Ebene bei Länderspielen im Beachhandball gegen Mannschaften anderer nationaler Verbände. Den Kader nominiert der Nationaltrainer.
Als Unterbau fungieren die Nationalmannschaft der Juniorinnen. Das männliche Pendant ist die dänische Beachhandball-Nationalmannschaft der Männer.

## Geschichte

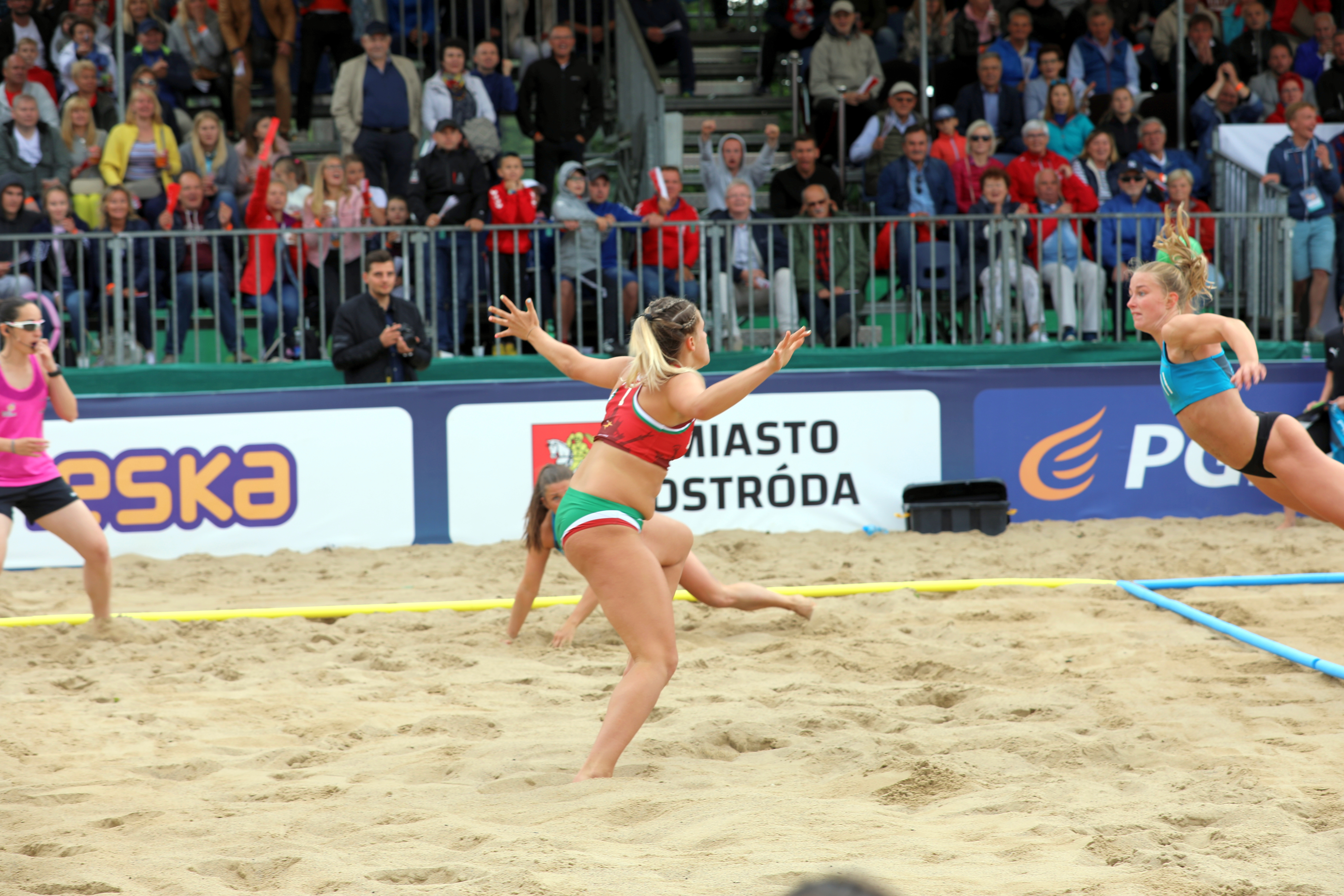
Ann Cecilie Møller (rechts) erzielt im Finale der EM 2019 gegen Gréta Hadfi (Ungarn) in letzter Sekunde das Siegtor

Dänemark bildete vergleichsweise spät, in der zweiten Hälfte des ersten Jahrzehnts der 2000er Jahre, eine Beachhandball-Nationalmannschaft. 2007 nahm die Mannschaft erstmals an Europameisterschaften teil und belegte den 15. Platz bei 18 teilnehmenden Mannschaften. Schon zwei Jahre später konnte man sich als Siebtplatzierte für die Weltmeisterschaften qualifizieren, wo die Däninnen mit Rang zwei den Durchbruch in die Weltspitze schafften. Diese Platzierung wiederholte die Mannschaft bei den beiden nächsten Europameisterschaften und den nächsten Weltmeisterschaften. Nachdem zur Mitte des Jahrzehnts die Nationalmannschaft kurzzeitig nicht zum Einsatz gekommen war, konnte danach die erfolgreichste Zeit der Mannschaft gefeiert werden. Höhepunkt war das Jahr 2019, als sowohl der Titel bei den Europameisterschaften als auch den erstmals ausgetragenen World Beach Games gewonnen werden konnte. Nach einer längeren Corona-Pause erreichte die dänische Nationalmannschaft auch bei den Europameisterschaften 2021 das Finale, unterlag dort aber der deutschen Auswahl.
Nachdem vom europäischen Verband im August 2019 ein Nationen-Ranking eingeführt worden war, zu deren Zusammensetzung auch die Resultate der Nachwuchsmannschaften zählen, wurde die dänische Nationalmannschaft dort auf dem neunten Rang geführt.

## Trainer
| Cheftrainer/in - 2007: Lars Dalhoff - seit 2009: Morten Frandsen Holmen | Co-Trainer/in - 2007: Camilla Højen Larsen - 2009: Lars Dalhoff - 2011: Bodil Kjærgaard - 2013: Bodil Kjærgaard & Lars Dalhoff - seit 2015: Tina Schou (Jakobsen) | Torwarttrainerin - 2021: Hanne Frandsen Holmen |

## Teilnahmen
| World Games - 2001: keine Teilnahme - 2005: keine Teilnahme - 2009: nicht qualifiziert - 2013: nicht qualifiziert - 2017: nicht qualifiziert - 2022: qualifiziert, verpasst World Beach Games - 2019: 1. - 2023: qualifiziert | Weltmeisterschaften - 2004: keine Teilnahme - 2006: keine Teilnahme - 2008: nicht qualifiziert - 2010: 2. - 2012: 2. - 2014: 7. - 2016: nicht qualifiziert - 2018: 5. - 2020: qualifiziert (nicht ausgetragen) | Europameisterschaften - 2000: keine Teilnahme - 2002: keine Teilnahme - 2004: keine Teilnahme - 2006: keine Teilnahme - 2007: 15. - 2009: 7. - 2011: 2. - 2013: 2. - 2015: keine Teilnahme - 2017: 4. - 2019: 1. - 2021: 2. | Global Tour - 2022: nicht eingeladen |

## Einzelbelege
1. ↑  Rewind: The 2019 EHF Beach Handball EURO. Abgerufen am 18. Juli 2021 (englisch).
2. ↑  handball-world: ANOC World Beach Games: Brasilien und Dänemark holen Titel. Abgerufen am 20. Juli 2021.
3. ↑  Germany topple Denmark to reclaim title after 15 years. Abgerufen am 18. Juli 2021 (englisch).
4. ↑  handball-world: EHF führt Nationen-Ranking im Beachhandball ein - Deutschland bei Männern auf fünftem Rang. Abgerufen am 29. Mai 2021.
5. ↑  Daten zum Teil ungefähre/geschätzte Werte